# Fast Food Nation (film)
Pour plus de détails, voir Fiche technique et Distribution.
Fast Food Nation est un film américain réalisé par Richard Linklater et sorti en novembre 2006. Il est fondé sur le livre Fast Food Nation, écrit par Éric Schlosser. Ce dernier a aussi participé à la création du film : il en est le coscénariste et le producteur délégué. Ce film reprend les idées développées par Schlosser dans son livre d'enquête sur l'industrie de la restauration rapide. Richard Linklater et Éric Schlosser ont repris le documentaire pour en faire une fiction.
Fast Food Nation a eu un fort succès dès sa sortie, puisqu'il a provoqué de nombreux débats quant au fonctionnement de la restauration rapide. Le quotidien américain The New York Times a décrit ce film comme « le film politique américain le plus important depuis Fahrenheit 9/11 de Michael Moore ».
Le film a été projeté en première en mai 2006 au Festival de Cannes. Sa sortie officielle en France était le 10 novembre 2006.
Ce film a été tourné au Mexique et aux États-Unis.

## Synopsis
Ce film est adapté du livre d'investigation du même nom : Fast Food Nation.

## Fiche technique
- Titre : Fast Food Nation
- Réalisation : Richard Linklater
- Scénario : Richard Linklater et Eric Schlosser d'après son livre
- Production : Jeremy Thomas et Malcolm McLaren
- Production exécutive : Éric Schlosser
- Sociétés de production : Participant Productions
- Sociétés de distribution : Fox Searchlight Pictures (États-Unis), Tartan Films (en) (Royaume-Uni), La Fabrique de films (France)
- Pays d'origine :  États-Unis,  Royaume-Uni
- Genre : Comédie dramatique
- Durée : 116 minutes
- Dates de sortie :
  - États-Unis : 10 novembre 2006
  - France : 22 novembre 2006

## Distribution
- Greg Kinnear (VF : Bruno Choël) : Don Anderson
- Catalina Sandino Moreno (VF : Laëtitia Lefebvre) : Sylvia
- Wilmer Valderrama (VF : Charles Pestel) : Raul
- Ashley Johnson (VF : Gaëlle Marie) : Amber
- Patricia Arquette (VF : Françoise Cadol) : Cindy
- Avril Lavigne (VF : Jessica Barrier) : Alice
- Ana Claudia Talancón : Coco
- Kris Kristofferson (VF : Jean-Claude Sachot) : Rudy
- Paul Dano (VF : Jérémy Prévost) : Brian
- Bobby Cannavale (VF : Maurice Decoster) : Mike
- Ethan Hawke (VF : Guillaume Lebon) : Pete
- Bruce Willis (VF : Patrick Poivey) : Harry Rydell
- Esai Morales : Tony
- Luis Guzmán (VF : Pascal Casanova) : Benny
- Glen Powell : Steve
- Lou Taylor Pucci : Paco
- Aaron Himelstein (VF : Taric Mehani) : Andrew
- Cherami Leigh (VF : Bénédicte Bosc) : Kim
- Helen Merino (VF : Guylène Ouvrard) : Lisa
- Dana Wheeler-Nicholson (VF : Guylène Ouvrard) : Debi

## Nominations
- Festival de Cannes 2006 : En compétition pour la Palme d'or